# Deniya scotti
Deniya scotti là một loài tò vò trong họ Ichneumonidae.